# سالم بن أسد بن أبي راشد
سالم بن أسد بن أبي راشد كان حاكم صقلية في عهد الخلافة الفاطمية لمدة عشرين عامًا، من عام 917 إلى عام 937 م.

## الحُكم
عُين سالم في المنصب في عام 917 م، بعد قمع تمرد القوات الصقلية المحلية (الجند) بقيادة أحمد بن قرب، وحصار واستسلام عاصمة الجزيرة، باليرمو، في 916-917. وفي أعقاب هذه الثورة، نُزع سلاح الجند وجُردوا من ممتلكاتهم، ونُصبَت حامية من البربر من قبيلة كتامة، الموالية للنظام الفاطمي، على الجزيرة. وبعد هذه البداية المضطربة للحكم الفاطمي على صقلية، سمح الوجود الفاطمي الأقوى لسالم بتأمين الهدوء النسبي للجزيرة على مدى عشرين عامًا، على الرغم من أن الخليفة الفاطمي الثالث، المنصور بنصر الله لم يكن معجبًا به.
بصفته حاكمًا لصقلية، كان مسؤولًا أيضًا عن الحرب البحرية الدائمة مع الإمبراطورية البيزنطية في جنوب إيطاليا والمعاقل البيزنطية الأخيرة في شمال شرق صقلية (فال ديموني [الإنجليزية]). خلال الثورة الصقلية، وافق الأمير المتمرد ابن قرب على هدنة مع الإستراتيجيوس البيزنطيين المحليين في قلورية مقابل دفع سنوي قدره 22000 قطعة ذهبية، ولكن يبدو أن هذا الدفع قد انتهى منذ ذلك الحين. وهكذا، في آب 918، قاد هجومًا ليليًا على رية قلورية والتي اُستُولي عليها. وفي العام التالي، وُقّعَت هدنة مع طبرمين والمعاقل البيزنطية الأخرى في وادي ديمون، ربما حتى تتمكن القوات الإسلامية من التركيز على البر الرئيس الإيطالي، حيث شنت القوات الفاطمية، مع تعزيزات من إفريقية، غارات في 922/923 و924.
وفي عام 928م قاد سالم الحملة بنفسه برفقة صابر الفتى الذي كان يقود القوات الإفريقية. هاجموا منطقة تسمى "الغيران" ("الكهوف") في بولية، وأغاروا على مدينتي طارنت وأوترانتو، وأجبروا ساليرنو ونابولي على دفع جزية باهظة من المال والديباج الثمين لتجنب الهجوم. كان تفشي الطاعون هو الذي أجبر الحملة في النهاية على العودة إلى صقلية، ولكنهم سرعان ما عادوا إلى كالابريا وفرضوا ضريبة الرأس (الجزية) على السكان المحليين؛ ووفقًا للمؤرخ النويري في القرن الرابع عشر، ظلت هذه الضريبة تُدفع حتى وفاة الخليفة المهدي بالله في عام 934.
اندلع الاستياء المتزايد بين الصقليين تجاه النظام الفاطمي الذي تهيمن عليه قبيلة كتامة بسبب يفرض الضرائب الثقيلة في نيسان 937، عندما طرد سكان جرجنت حاكمهم. أرسل سالم جيشًا من بربر كتامة ضد المدينة بقيادة أبي دقاق، لكنه هُزم، وسار سكان جرجنت، ومنهم البربر (من غير كتامة)، إلى باليرمو. تمكن سالم من صدهم، ولكن في أيلول، ثارت باليرمو أيضًا، مما أجبر سالم على حصار عاصمته. وقد ساعد البيزنطيون المتمردين، واضطر سالم إلى طلب التعزيزات من إفريقية. وصلت قوات جديدة بقيادة خليل بن إسحاق التميمي في تشرين الأول، وتمكن خليل، الذي أصبح الآن حاكمًا، من إخضاع باليرمو بسرعة، ولكن لم يتم قمع الثورة بالكامل حتى عام 941 م.
تُوفي سالم في عام 939 في قصره.